# 甲型流感病毒H10N3亚型
甲型流感病毒H10N3亚型（英語：Influenza A virus subtype H10N3）是甲型流感病毒的一個病毒株，過去被認爲只存在於家禽之間的禽流感病毒，直至2021年中華人民共和國江苏省出現首例人類確診案例。

## 感染鳥類
甲型流感病毒H10N3亚型最早于1979年在香港的鴨隻身上發現，1981年下半年在德国东部当地的綠頭鴨身上分离，1982年在日本北海道的野鴨身上發現，2011年又在泰國曼谷市場中販售的番鴨身上發現。
在2018年之前的四十年只有約160例關於該病毒的確診報告，確診案例大多是包括多種水禽在内的鳥類。根據現有的各項研究表明，H10N3甲型流感病毒流行於各種禽类或哺乳动物中，适应的能力可能较强。H10N3已在不同地域的多个物种身上发现，其中包括家禽跟野生鸟类等，可能感染鸟类与哺乳类，有研究显示其可能在在家鸡造成严重症状，感染小鼠的症状则较轻微，感染家鸭则未见明显症状。相较于其他病毒株，H10N3发生了一些独有的重组与突变，而根据中华人民共和国国家卫生健康委员会的说法，H10N3是一種並不算嚴重的病毒株，所以引起大規模傳染的可能性並不高。

## 感染人類
2021年，中華人民共和國江苏镇江市报告了首例人类確診甲型流感病毒H10N3亚型的案例，2021年4月，一名41歲的男子因身體不適、發燒而入院，并在同年5月确诊为H10N3甲型流感病毒。国家卫健委對此表示“中国目前其他省份还没有关于H10N3人类传播的报告案例”。
2024年，中华人民共和国广西南宁市报告了一例罕见的人感染H10N3禽流感危重症病例。2024年12月25日，一名23岁的女子因咳嗽、发烧等症状入院，并被确诊为H10N3禽流感（危重型）、重症肺炎、I型呼吸衰竭、急性呼吸窘迫综合征（重度）及脓毒血症。在南宁市第四人民医院重症监护室（ICU）接受长达13天的静脉—静脉体外膜肺氧合（VV—ECMO）支持治疗后，患者的肺部病灶已消失，呼吸功能正在逐步恢复。国家卫健委对此表示“H10N3禽流感并非人群普遍易感疾病，也没有证据表明该病会在人与人之间传播”。